# Дашев (село)
Дашев (укр. Дашів) — село на Украине, находится в Ильинецком районе Винницкой области.
Код КОАТУУ — 0521280409. Население по переписи 2001 года составляет 12 человек. Почтовый индекс — 22740. Телефонный код — 4345.
Занимает площадь 0,03 км².

## Адрес местного совета
22714, Винницкая область, Иллинецкий р-н, с.Бабин, ул.Ленина, 3